# Cutervodesmus niger
Cutervodesmus niger är en mångfotingart som beskrevs av Kraus 1957. Cutervodesmus niger ingår i släktet Cutervodesmus och familjen Fuhrmannodesmidae. Inga underarter finns listade i Catalogue of Life.